# Nechanice
Nechanice település Csehországban, a Hradec Králové-i járásban. Nechanice Barchov, Pšánky, Boharyně, Lodín, Kunčice, Petrovice, Mžany, Mokrovousy, Hrádek, Dolní Přím, Zdechovice, Kobylice, Střezetice, Třesovice és Stračov településekkel határos. Lakosainak száma 2428 fő (2024. január 1.).

## Népesség
A település lakosságának változását az alábbi diagram mutatja:
| Lakosok száma | 3992 | 3507 | 3488 | 2537 | 2134 | 2142 | 2317 | 2329 | 2349 | 2428 |
|               | 1869 | 1890 | 1921 | 1950 | 1980 | 2001 | 2017 | 2019 | 2022 | 2024 |